# Sid Sings
Sid Sings ist das erste Soloalbum von Sex-Pistols-Bassist Sid Vicious. Es erschien posthum am 15. Dezember 1979 über Virgin Records. Im eigentlichen Sinne handelte es sich um eine Kompilation, bestehend aus diversen Liveaufnahmen.

## Entstehungsgeschichte
Sid Vicious (bürgerlich: John Simon Ritchie) verstarb am 2. Februar 1979 an einer Überdosis Heroin. Kurz vor seinem Tod hatte er Pläne bezüglich eines Soloalbums geäußert, kam jedoch nicht dazu, diese in die Tat umzusetzen. Allerdings erschien bereits 1978 eine Coverversion des Frank-Sinatra-Songs My Way als Single. Das Lied entstammt dem Soundtrack zum Film The Great Rock ’n’ Roll Swindle, der zwar schon fertiggestellt, aber noch nicht erschienen war. Als zweite Solosingle, ebenfalls auch aus dem Soundtrack, erschien das Eddie-Cochran-Cover Somethin’ Else.
Der Großteil des Albums stammt von einem Auftritt im Nachtclub Max’s Kansas City in New York City, in dem Sid Vicious mehrmals auftrat. Die Besetzung an diesen Abenden war neben Sid Vicious am Gesang Steve Dior (Gitarre), Arthur Kane (Bass) und Jerry Nolan (Schlagzeug). Born to Lose, ein Song von Johnny Thunders, wurde bei einem Sex-Pistols-Konzert am 25. Dezember 1977 in Huddersfield mitgeschnitten. My Way ist eine Studioversion, die in Paris mit französischen Musikern aufgenommen wurde. Vicious war wenig textsicher und verwendete einige derbe Ausdrücke bei der Aufnahme. Das Tonmaterial für das Album war im gesamten schlecht abgemischt und ist in Low Fidelity gehalten. Für die Produktion zeichnete daher „The Engineer“ verantwortlich. Dabei handelte es sich um John „Boogie“ Tiberi.
Neben neun Coverversionen befindet sich auch der kontroverse und jahrelang schwer erhältliche Sex-Pistols-Song Belsen Was a Gas auf dem Album. Der ironische Titel, der auf das Konzentrationslager Bergen-Belsen anspielte, ist doppeldeutig: zum einen referiert er auf das Gas Zyklon B, das in den Gaskammern (allerdings gab es keine in Bergen-Belsen) verwendet wurde, zum andern wird die Redewendung „be a gas“ („toll sein, Spaß machen“) benutzt.

## Coverartwork
Das Artwork zeigt Sid Vicious in einem weißen aufgeknüpften Hemd mit nacktem Oberkörper, einem Vorhängeschloss am Halsband und einem Bier in der Hand. Liner Notes und Credits waren nicht enthalten. Auf dem Label der UK-Pressung war ein Hakenkreuz aus Gitarren, das für die deutsche Pressung entfernt wurde.

## Titelliste
| Nummer | Titel               | Songwriter                    | Originalinterpret         | Zeit |
| ------ | ------------------- | ----------------------------- | ------------------------- | ---- |
| 1.     | Born to Lose        | Johnny Thunders               | Johnny Thunders           | 3:06 |
| 2.     | I Wanna Be Your Dog | Asheton/Pop                   | The Stooges               | 3:19 |
| 3.     | Take a Chance on Me | (Lure/Nolan)                  | The Heartbreakers         | 1:52 |
| 4.     | Stepping Stone      | Boyce/Hart                    | Paul Revere & the Raiders | 3:18 |
| 5.     | My Way              | Anka/François/Revaux          | Frank Sinatra             | 3:54 |
| 6.     | Belsen              | Jones, Cook, Rotten, Vicious  | Sex Pistols               | 2:11 |
| 7.     | Somethin’ Else      | Sharon Steely, Bob Cochran    | Eddie Cochran             | 2:06 |
| 8.     | Chatterbox          | Johnny Thunders               | Johnny Thunders           | 1:51 |
| 9.     | Search and Destroy  | Pop, Williamson               | The Stooges               | 2:34 |
| 10.    | Chinese Rocks       | Ramone, Hell, Thunders, Nolan | The Heartbreakers         | 2:43 |
| 11.    | I Killed the Cat    | kürzere Version von My Way    | Frank Sinatra             | 1:04 |

## Charterfolg
Trotz der kurzen Spielzeit und der unterdurchschnittlichen Tonqualität erreichte das Album Platz 30 der britischen Albencharts und blieb insgesamt acht Wochen (davon vier in den Top 40) in den Charts.

## Singles
My Way erschien 1978 als B-Seite der Sex-Pistols-Single No One Is Innocent mit Postzugräuber Ronald Biggs. Die Single-Version unterscheidet sich durch das Arrangement von Simon Jeffes, einem Gitarrensolo von Steve Jones und eine andere Gesangsaufnahme von der Albumversion. Sie wurde auch auf dem Soundtrack-Album verwendet. Das Lied erreichte Platz 7 der UK-Charts.
Somethin’ Else erschien kurz nach Sid Vicious Tod als Sex-Pistols-Single mit der B-Seite Friggin’ in the Riggin’ und erreichte Platz drei der britischen Charts.

## Gastmusiker
- Livemusiker: Arthur Kane (Bass), Steve Dior (Gitarre), Jerry Nolan (Schlagzeug)
- Track 1: Paul Cook (Schlagzeug), Steve Jones (Gitarre)
- Track 5: Claude Engel (Gitarre), Sauveur Mallia (Bass), Pierre-Alain Dahan (Schlagzeug)